# Stade Bauer
O Stade Bauer (também chamado de Stade de Paris) é um estádio de futebol da França, situado na comuna de Saint-Ouen-sur-Seine. Seu nome homenageia o médico e combatente da Resistência Francesa Jean-Claude Bauer, que seria preso e fuzilado em 1942.
É utilizado pelo Red Star, bicampeão nacional em 1933–34 e 1938–39 e pentacampeão da Copa da França. Stade Français e Paris Saint-Germain também mandaram jogos no estádio, que possui capacidade para 10 mil lugares e que teve como recorde de torcedores em 1935 e 1948, quando o Red Star jogou contra Sochaux e Olympique de Marseille, respectivamente.
Recebeu também partidas das Olimpíadas de 1924 e o amistoso entre Brasil e Andorra, em 1998. Durante a passagem do Red Star na Ligue 2, na temporada 2016–17, o estádio não foi utilizado por não atender os critérios de segurança. Em sua história, o Stade Bauer foi reformado entre 1922–23 e em 1947, 1975 e 2021.

## Galeria

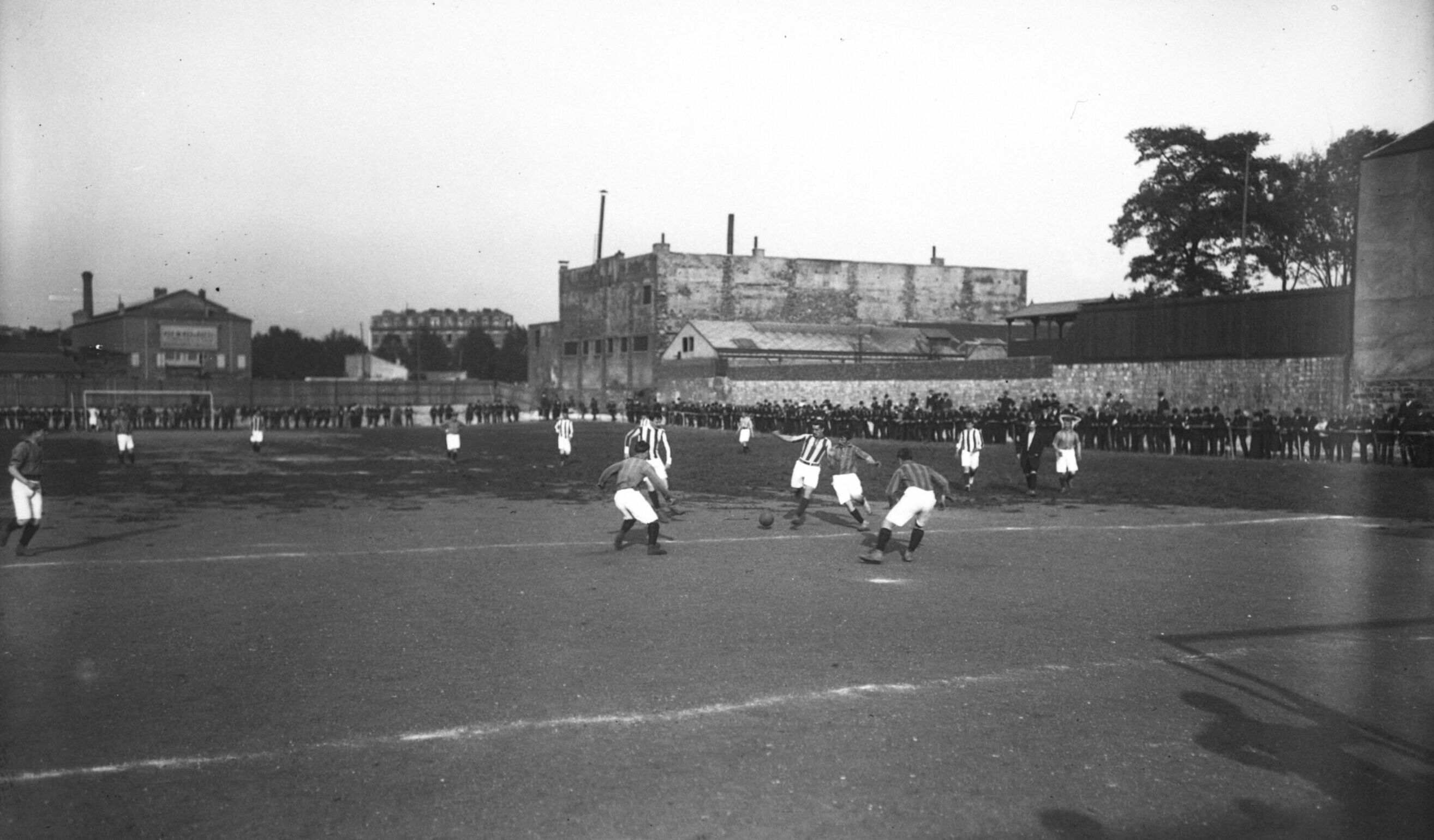
Red Star e CA Vitry se enfrentam em 1912
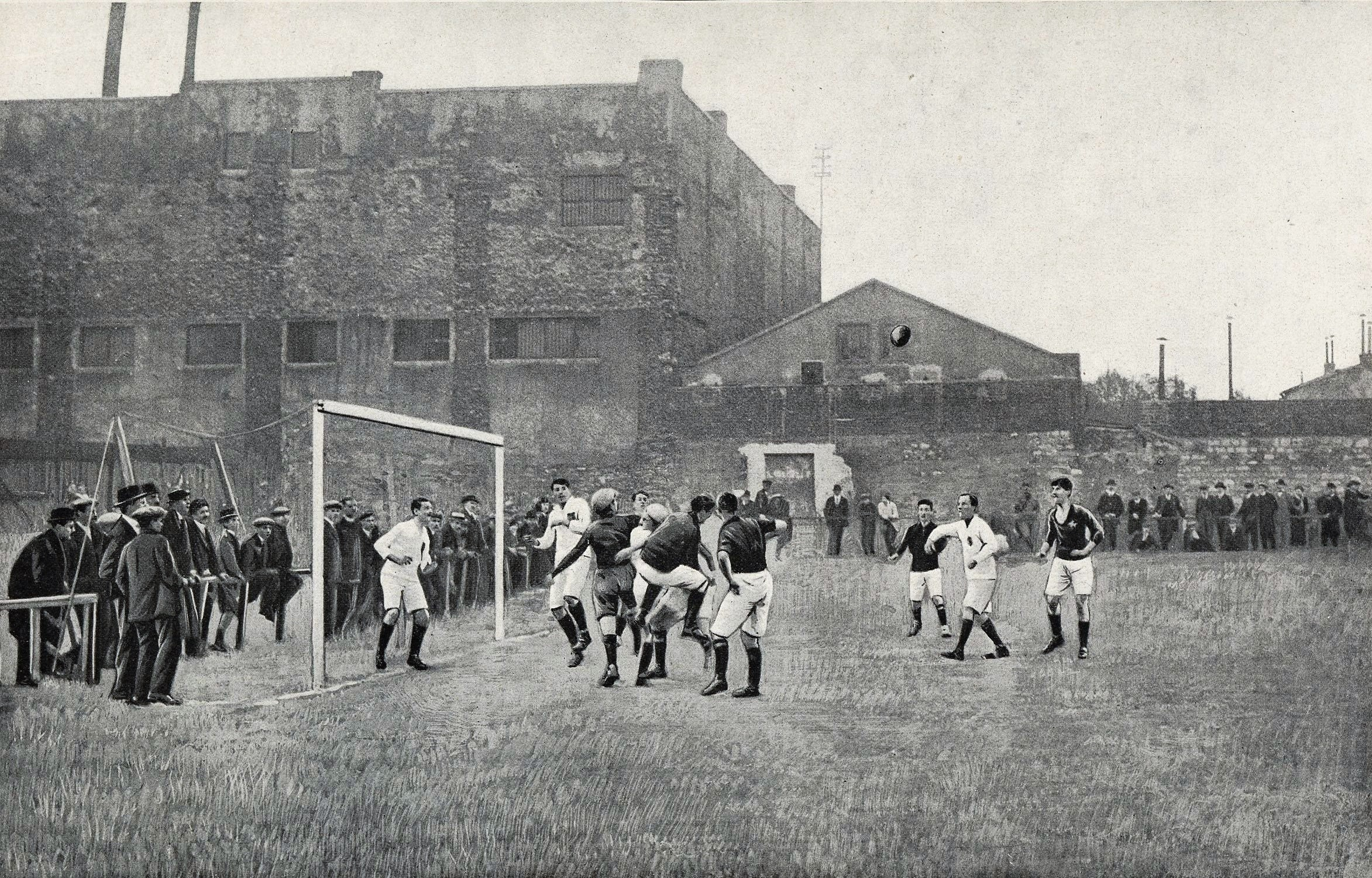
O estádio na final da Copa da França de 1916.
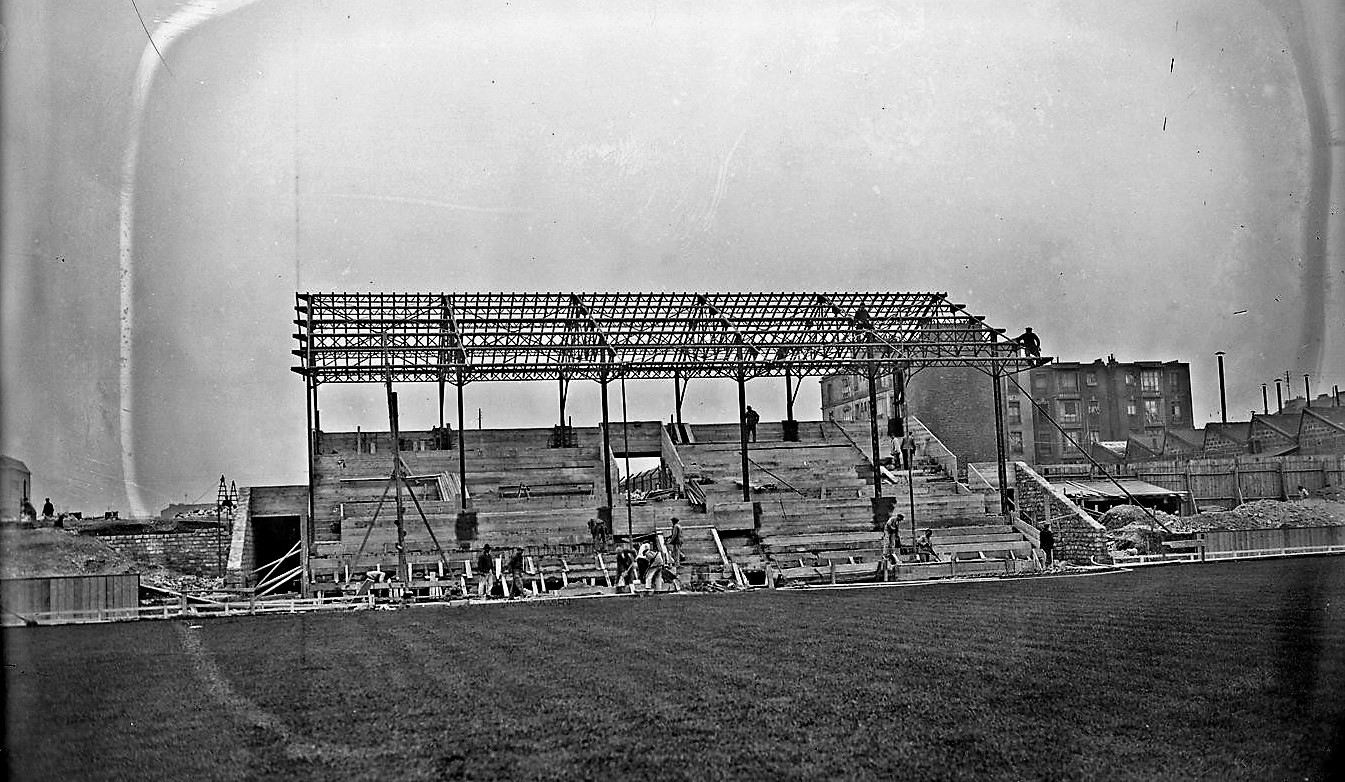
Construção da arquibancada "Rino Della Negra", em outubro de 1922.
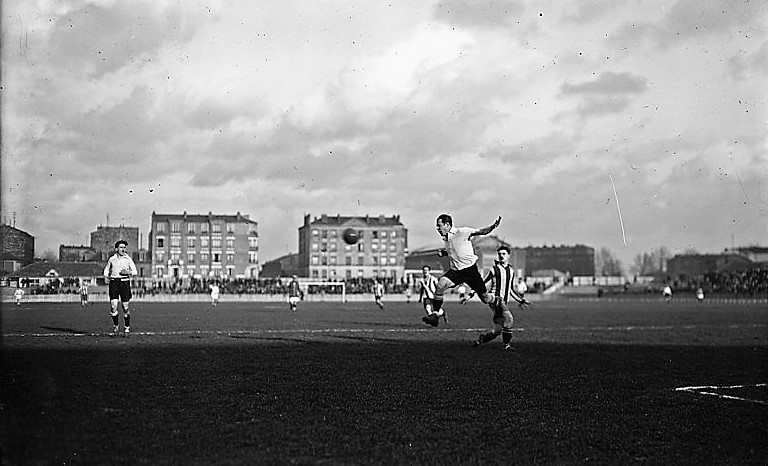
Red Star e Racing de Paris jogando no Stade Bauer, em dezembro de 1922.

## Links
- 1924 Summer Olympics official report. p. 321. (em francês)
- Media relacionados com Stade Bauer no Wikimedia Commons